# Filippinerna i olympiska sommarspelen 1928
Filippinerna deltog med fyra deltagare vid de olympiska sommarspelen 1928 i Amsterdam. Totalt vann de en bronsmedalj.

## Medalj

### Brons
- Teófilo Yldefonso - Simning, 200 meter bröstsim .